# Portela (Penafiel)
Portela is een plaats (freguesia) in de Portugese gemeente Penafiel en telt 1381 inwoners (2001).